# ۶۹۵ (میلادی)

## رویدادها
- شیلدبرت سوم پادشاه مروونژی به پادشاهی همه ‌فرانک‌ها رسید.

## مرگ‌ها
- کلوویس چهارم پادشاه دودمان مروونژی‌ها در سیزده‌سالگی درگذشت.